# Loch Assynt
Loch Assynt is een zoetwatermeer in Sutherland, Highlands, Schotland. Het loch draagt dezelfde naam als het gebied rond het meer: Assynt. Loch Assynt bevindt zich acht kilometer van Lochinver.
Aan de oevers van het meer staan Ardvreck Castle en Calda House.